# وینس بارنت
وینس بارنت (انگلیسی: Vince Barnett; ۴ ژوئیهٔ ۱۹۰۲ – ۱۰ اوت ۱۹۷۷) یک هنرپیشه اهل ایالات متحده آمریکا بود.
از فیلم‌ها یا برنامه‌های تلویزیونی که وی در آن نقش داشته است می‌توان به آدمکش‌ها، صورت زخمی، عشق‌بازی‌های چلینی، خشم سیاه، کوسه ببری، کارسون‌سیتی، شعله و اراذل و اوباش اشاره کرد.

## مرگ
بارنت  بر اثر بیماری قلبی در مرکز پزشکی بیمارستان انسینو درگذشت.